# Giorgos Foiros
Giorgos Foiros, né le 8 novembre 1953, est un footballeur grec qui évoluait au poste de défenseur central.
Il fut l'un des meilleurs défenseurs grecs de l'histoire.

## Biographie
Foiros a joué de nombreuses années à l'Aris Salonique, avant de finir sa carrière à l'Iraklis Salonique. Au total, il a disputé 353 rencontres en championnat de Grèce.
Il a connu également 52 sélections en équipe de Grèce entre 1974 et 1982. Il disputa la phase finale de l'Euro 1980.
Il devint ensuite entraîneur, notamment à l'Aris Salonique.